# Андреевский поселковый совет (Балаклейский район)
Андреевский поселковый совет — входит в состав Балаклейского района Харьковской области Украины.
Административный центр поселкового совета находится в пгт Андреевка.

## История
- 1963 — дата образования.

## Населённые пункты совета
- пгт Андреевка